# Occhei, occhei
Occhei, occhei è un film italiano del 1983 diretto da Claudia Florio.

## Trama
Due ragazze adolescenti della periferia di Roma, Rosy e Bianca, si vestono in modo eccentrico, ispirate dalla moda americana. Bianca è stata tradita dal ragazzo che ama, e accetta un passaggio in macchina da tre sconosciuti che la violentano. Rosy invece si innamora di un disc-jockey che la umilia davanti ai suoi amici. Dopo questi fatti, le due ragazze decidono di scappare di casa e di vendicarsi degli affronti subiti con l'aiuto di una nonna cartomante, ma rischiano di passare altri guai se non venisse a salvarle un amico poliomielitico in carrozzella. Tra Bianca e questo ragazzo c'è anche un breve flirt.